# جيمس فريمان (موزع)
جيمس فريمان (بالإنجليزية: James Freeman)‏ هو موزع أمريكي، ولد في 1939.

## وصلات خارجية
- جيمس فريمان على موقع ميوزك برينز (الإنجليزية)